# Esmeralda Tena

Localización del municipio de Muzo en el Departamento de Boyacá, Colombia.

La Esmeralda Tena es la esmeralda más valiosa del mundo, debido no tanto a su tamaño sino a su color verde oscuro, fue hallada en el año 1999 junto a la esmeralda más grande del mundo conocida como Esmeralda Fura en una mina situada en las montañas de Muzo,  municipio colombiano, localizado en la provincia de occidente del departamento de Boyacá, muy conocido por sus yacimientos esmeraldíferos. Se encuentra a 170 km de Tunja la capital del departamento y a 90 km de Chiquinquirá la capital de la provincia.

## Simbología
La esmeralda fue bautizada con el nombre de Tena inspirándose en una leyenda de los indígenas muzos, habitantes de las montañas de Muzo, que narra como los hijos de dos caciques de tribus enemigas, llamados Fura y Tena, se enamoran en contra de la voluntad de sus familias, posteriormente Tena se suicida. Según la mitología, las lágrimas de Fura se convirtieron en esmeraldas.

## Características
- Forma: Esmeralda.
- Estado: en bruto, sin tallar.
- Color: verde intenso oscuro.
- Quilates: 2.000 quilates.[1]
- Peso: 400 gramos aproximadamente.
- Propietario: Compañía Colombiana de Explotaciones Mineras S. A (COEXMINAS S.A.).
- Año de Extracción: 1999.